# Tteokbokki
Le tteokbokki (coréen : 떡볶이 ; romanisation révisée : tteokbokki), parfois orthographié topokki, est un hors-d'œuvre coréen composé d'une base de tteok (coréen : 떡), galettes de riz courtes et épaisses, de gochujang (coréen : 고추장), une sauce pimentée et de différents ingrédients selon les variantes (ciboulette, graines de sésame, œufs durs, viandes, légumes, etc.).
Ils sont souvent vendus par les pojangmacha (coréen : 포장마차 ; littéralement « chariot couvert »), marchands, ambulants ou fixes, de rue.
On peut les servir dans des assiettes ou sous forme de brochettes (coréen : 떡꼬치), nommées tteokkochi.

## Histoire
La première mention de tteok-bokki apparaît dans le Siuijeonseo, un livre de cuisine du XIXe siècle où il est orthographié tteokbokgi (떡복기).
La version pimentée apparaît bien plus tard, après la guerre de Corée (1950-1953), lorsqu'une grand-mère aurait fait tomber par erreur des tteokbokki dans de la pâte de piment.

## Déclinaisons à partir de la sauce utilisée

### Gochujang tteok-bokki
Les tteok-bokki à base de pâte de piment rouge sont l’une des collations les plus prisées en Corée. Le plus souvent, le tteok-bokki est consommé en tant que soupe (gungmul-tteok-bokki, 국물떡볶이) ou de façon sèche[pas clair] (gireum-tteok-bokki, 기름떡볶이). Dans le gungmul-tteok-bokki, des anchois et algues japonaises (Saccharina japonica) sont souvent utilisés pour faire ressortir la saveur salée. Du chili en poudre coréen (gochugaru, 고춧가루) est souvent rajouté pour plus de chaleur et de couleur, tandis que du sirop de riz (mullyeot) permet d’apporter de la douceur et de la consistance en atténuant le côté pimenté du plat. On ajoute souvent au plat du eomuk (gâteau de poisson), des œufs durs et des oignons verts tranchés en diagonale. Dans le gireum-tteok-bokki, le mélange du gochugaru, de la sauce soja, du sucre ou sirop, et de l’huile de sésame remplacent souvent le gochujang (고추장). Les bâtonnets de tteok doux sont assaisonnés avec ce mélange puis sautés dans l’huile de cuisson avec une poignée d’oignons verts hachés avant d’être servis. Le supermarché Tongin Market situé à Séoul est populaire pour ses gireum-tteok-bokki.
Il y a aussi de nombreuses variantes des tteok-bokki, en utilisant par exemple des feuilles de Perilla.

### Ganjang tteok-bokki

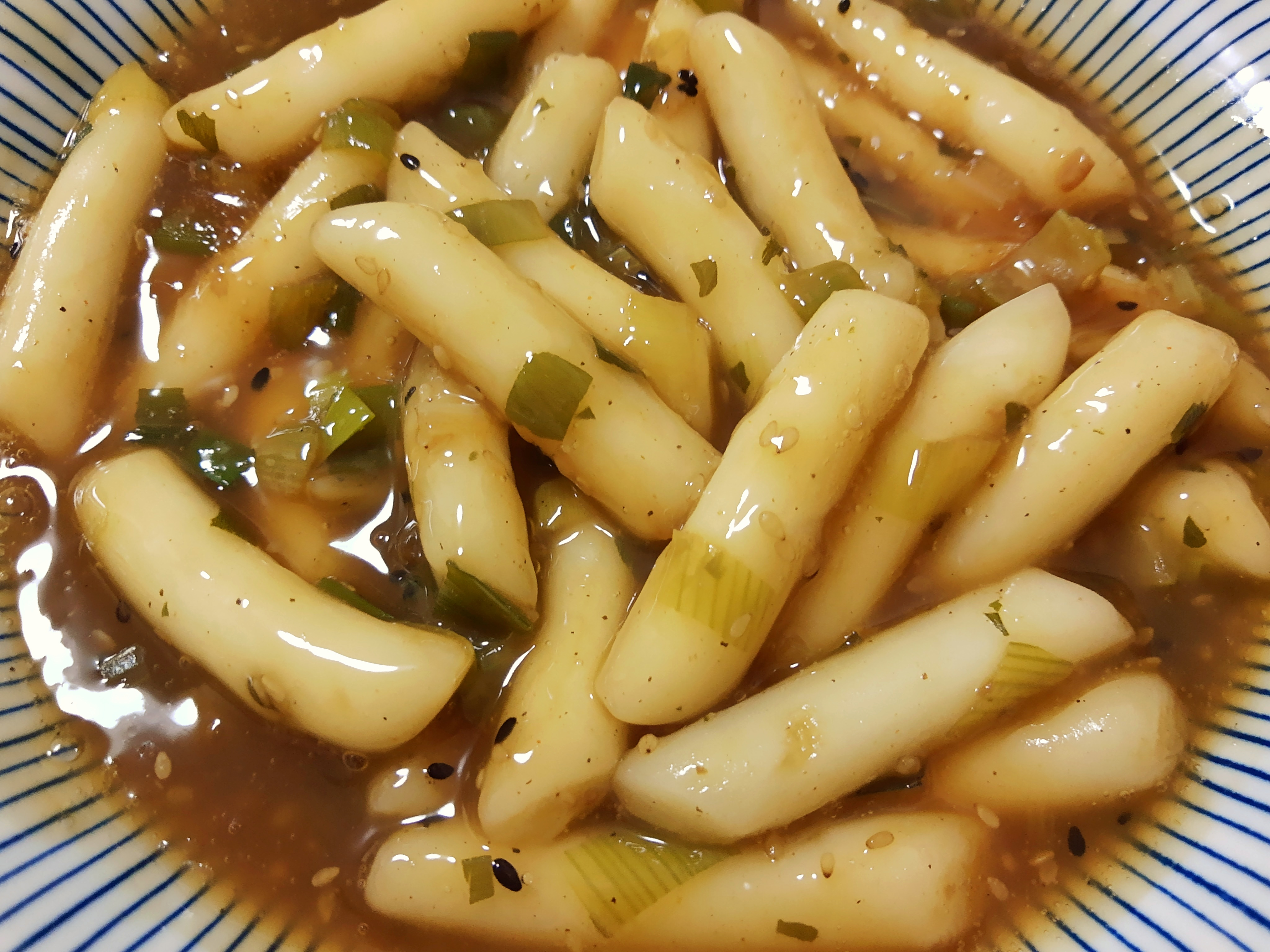
Ganjang tteok-bokki.

Doux et savoureux, les teok-bokki à base de sauce de soja brune sont souvent appelés gungjung-tteok-bokki (궁중떡볶이). Historiquement, c’était un plat servi à la cour avant l’introduction du piment dans la péninsule coréenne au milieu de l’ère Joseon (XVIIe et XVIIIe siècles). La première mention du gungjung tteok-bokki se trouve dans un livre de cuisine des années 1800 appelé Siuijeonseo. Ayant un goût semblable au japchae (nouilles de patate douce et légumes, 잡채) il était apprécié par la cour royale comme une collation et un banchan.